# La pipa de la paz
La pipa de la paz es el nombre del tercer álbum de estudio de la banda colombiana Aterciopelados. Se publicó en 1996 en formato CD y sería el último disco de la banda que se distribuiría en vinilo.
Fue producido por Phil Manzanera en Londres y por este trabajo se convierten en la primera banda o artista colombiano a ser nominado al mayor galardón de la música mundial, el Grammy como Mejor Álbum Latino/Alternativo, destacan en este disco, entre otras, las canciones "Cosita seria", "Baracunatana", "No necesito", "La culpable", "Expreso Amazonia", "La voz de la patria", "Te juro que no" (canción a dueto con Enrique Bunbury) y el tema del título "La pipa de la paz". 
El éxito casi inmediato del álbum los lleva a realizar extensas giras en Estados Unidos, Europa, Latinoamérica y se dan a conocer en Brasil, al lado de Café Tacuba y su padrino, el canal de vídeos MTV Latinoamérica donde también participan como presentadores en varios programas del canal. El disco logra vender cerca de 700.000 copias en América y Europa, y se convierte en un clásico del rock.

## Carátula
La carátula de este álbum es la imagen de las tres potencias reemplazando el rostro de la Reina María Lionza por el de Andrea con la imagen intacta del Negro Felipe y el Indio Guaicaipuro, si bien no se aclaró el porqué de esta imagen se da entender como un símbolo de la tradición y la superstición latina, así como una clara referencia a las tres razas dieron origen al mestizaje.

## Grabación
La grabación del álbum se llevó a cabo en Gallery Studios bajo producción de Phil Manzanera, con un gasto estimado de ciento cincuenta mil dólares 150.000 (USD) inicialmente habían propuestas que no prosperaron con  Daniel Melero y Draco Rosa, las sesiones de grabación iniciaron en septiembre y terminaron en noviembre de 1996, la publicación del disco se dio a finales de diciembre aunque el primer sencillo "Baracunatana" apareció un mes antes.

## Álbum
En la realización del álbum se incluyó algunos de los músicos más importantes del Rock La Pipa de la Paz mantiene algo de la influencia del punk de sus álbumes predecesores pero logrando un sonido roquero más estilizado y armonizado con géneros musicales de diferentes regiones de Colombia como música andina, joropo, percusión latina y hasta vallenato, por su contenido lírico Andrea emergería como icono no convencional de la mujer latinoamericana representando corrientes como el anti-machismo y el neofeminismo; culturalmente el aporte también es muy significativo abordando temáticas como la defensa del Amazonas, el reconocimiento y valoración las raíces indígenas y la crítica a las situaciones puntuales de Colombia afligida por el conflicto armado y el narcotráfico.
La Pipa de la Paz se ha convertido en uno de los álbumes más icónicos de la banda Bogotana; su característica principal replantea una mezcla única y suave con guitarras acústicas ocasionales, el canto aireado de Andrea Echeverri, un duro fondo del bajista Héctor Buitrago y el baterista Alejandro Duque. Los temas más destacados y sonados en Hispanoamérica fueron "Cosita seria", "No necesito" y "Baracunatana" que aun hoy se consideran clásicos del grupo y en cuyas letras se aprecia fácilmente la posición de reivindicación de la mujer en la sociedad latina un mensaje que toma fuerza en temas que están dispersos en el disco como "La Culpable" (canción interpretada enteramente con instrumentos del Folclore Llanero), "Te juro que no" (Con Enrique Bunbury), "Nada que ver" o "Chica difícil".
La canción que da nombre al álbum exalta de gran manera la cultura precolombina mientras que "Expreso Amazonia" con un pegajoso ritmo expone la riqueza natural y cultural de la Amazonia colombiana promoviéndola como un lugar exótico de entretenimiento turístico. Como en la anterior entrega este trabajo también cuenta con tracks que buscan la concienciación de la entonces actualidad colombiana "Quemarropa" es una crítica abierta al conflicto armado y clama por la convivencia pacífica entre hermanos, "La voz de la patria" parodia una emisora radial de la época invitando a la libertad de expresión y liberación popular del tercer mundo. "Música", "Buena estrella" y "Platónico" son demostraciones de amor y espiritualidad.
En cuanto al sonido contar con la participación del legendario bajista Colombiano Chucho Merchán, Phil Manzanera como guitarrista en algunos temas y los coros de Enrique Bunbury dieron un toque más roquero, adicionalmente la incorporación de Alejandro Gómez-Cáceres como multinstrumentista le dio identidad sonora al grupo, la utilización de instrumentos no tradicionales como la Balalaika en Platónico y el Acordeón en Expreso Amazonia, mantuvieron la ya conocida innovación y experimentación característica de Atercio's.

## Promoción y giras
Tras la publicación del nuevo trabajo en diciembre de 1996, el grupo inició una extensa gira que los llevó a tocar por todo Colombia el canal MTV realizó un especial del grupo en Cartagena en enero del 97 y adicionalmente se confirmó la participación del grupo en el Tributo a Queen, en abril se presentarían por primera vez en Costa Rica al lado de Fito Páez y el mismo mes graban para la cadena internacional MTV Latinoamérica un Unplugged con parte de sus grandes éxitos de entonces y con canciones de su más reciente producción, en Bogotá hubo un gran número de presentaciones destacando el concierto Pipa de la Paz al lado de Café Tacuba y en septiembre se presentarían en Caracas como teloneros de Soda Stereo en el marco de su gira El Último Concierto, en Argentina fueron invitados a otro importante miniconcierto en vivo de sus grandes éxitos para Canal CM.
Por primera vez el grupo visitó Brasil al lado de Café Tacvba en el marco del Festival Tordeshillas 97 en Porto Alegre, ingresando con relativo éxito a los países lusoparlantes.

## Recepción y críticas
En Colombia algunos medios especializados aseguraron que "el grupo ya no hace rock", sin embargo, pocos meses después la Revista Billboard comento:

“La sutil cantante Andrea Echeverry vuelve con su talentoso grupo para traer más situaciones entre el hombre y la mujer. Es un disco recomendado, que alcanzará primeros lugares en las listas musicales y que refleja la personalidad de la cantante .”(Paul Bernard)

En abril obtendrían doble galardón en los premios ACPE como Mejor grupo y Disco del año y el mes siguiente serían designados por el canal de televisión por cable MTV Latino como el artista del mes. Pese a lo anterior lo mejor estaba por llegar y en enero de 1998 serían nominados al Grammy Awards como Mejor Álbum Rock Latino siendo los primeros artistas del rock colombiano en ser nominados al importante galardón y a la vez formar parte del grupo de las cinco bandas que inauguraron oficialmente la nueva categoría de los Grammy la nominación para el grupo colombiano disparó su popularidad en América Latina y significó un impulso adicional para su disco La pipa de la paz.

## Lista de temas
| La pipa de la paz |                                        |                     |          |  |
| N.º               | Título                                 | Escritor(es)        | Duración |  |
| 1.                | «Cosita seria»                         | Buitrago, Echeverri | 3:27     |  |
| 2.                | «No necesito»                          | Echeverri           | 3:44     |  |
| 3.                | «Quemarropa» (con Enrique Bunbury)     | Buitrago            | 3:25     |  |
| 4.                | «Nada que ver»                         | Buitrago, Echeverri | 3:19     |  |
| 5.                | «La culpable»                          | Buitrago, Echeverri | 3:21     |  |
| 6.                | «Expreso Amazonia»                     | Buitrago            | 3:47     |  |
| 7.                | «Miss Panela»                          | Buitrago, Echeverri | 3:30     |  |
| 8.                | «Música»                               | Buitrago, Echeverri | 3:30     |  |
| 9.                | «Buena estrella»                       | Buitrago            | 3:26     |  |
| 10.               | «Baracunatana»                         | Leonidas Plaza      | 2:31     |  |
| 11.               | «Platónico»                            | Echeverri           | 3:35     |  |
| 12.               | «La voz de la patria»                  | Buitrago, Echeverri | 3:49     |  |
| 13.               | «Chica difícil»                        | Buitrago, Echeverri | 2:24     |  |
| 14.               | «Te juro que no» (con Enrique Bunbury) | Buitrago            | 3:28     |  |
| 15.               | «La pipa de la paz»                    | Buitrago, Echeverri | 4:39     |  |
| 52:12             |                                        |                     |          |  |

## Videoclips
- «Cosita seria»
- «No necesito»
- «Baracunatana»

## Músicos
- Andrea Echeverri: Voz, guitarra rítmica
- Héctor Buitrago: Bajo, coros
- Alejandro Duque: Batería
- Alejandro Gómez-Cáceres: Guitarra, armónica, balalaika

Músicos colaboradores
- Pablo Cook: Percusiones
- Julio Correal: Coros
- Geoff Dugmore: Batería
- Kim Burton: Acordeón
- Peter Gordino: Órgano
- Roddy Lorimer: Trompeta
- Alejandro Ovalle: Guacharaca, maracas
- Carlos Rojas: Cuatro y arpa
- Lisandro Zapata: Bajo
- Chucho Merchán: Bajo

Invitados
- Enrique Bunbury: Segunda voz y coros
- Cimarrón: Cuatro y arpa
- Phil Manzanera: Guitarra, productor

## Posicionamientos

### Álbum
| Publicación          | País          | Lista                                                   | Año  | Puesto |
| -------------------- | ------------- | ------------------------------------------------------- | ---- | ------ |
| Rock en las Américas | Latinoamérica | 50 años de rock hispanoamericano en 250 albumes         | 2006 | 184    |
| Alborde              | EUA           | Los 250 álbumes más importantes del Rock Iberoamericano | 2006 | 226º   |
| Radiónica            | Colombia      | "Rock colombiano: 100 discos, 50 años"                  | 2013 | 20     |

### Sencillos
| Publicación          | País          | Trabajo        | Lista                                               | Año  | Puesto |
| -------------------- | ------------- | -------------- | --------------------------------------------------- | ---- | ------ |
| Rock en las Américas | Latinoamérica | ‘Baracunatana’ | Las 120 mejores canciones del rock hispanoamericano | 2009 | 118    |
| AutopistaROCK        | Colombia      | ‘Baracunatana’ | Las 50 Canciones Más Grandes del Rock Colombiano    | 2014 | 19°    |